# Naše bláznivá rodina
Naše bláznivá rodina je československý rodinný film režiséra Karla Kachyni z roku 1968 natočený ve Filmovém studiu Barrandov. V hlavních dětských rolích Bohumila Houdková a Jarmila Srbová, v rolích rodičů Jiřina Jirásková a Vladimír Menšík. Hudbu složil Miloš Vacek. Černobílý film vypráví komediální příběh jedné pražské rodiny na konci 60. let. Po předčasném úmrtí režiséra Jana Valáška st. v roce 1968 film dokončil Karel Kachyňa.

## Obsazení
- Bohumila Houdková – Jana, 12 let
- Jarmila Srbová – Zuza, starší sestra Jany, 17 let
- Jiřina Jirásková – matka, Solničková
- Vladimír Menšík – otec, Ing. Luděk Solnička
- Jiřina Šejbalová – babička
- Bohuš Záhorský – zelinář Skoumal
- Jaromír Hanzlík – příslušník VB, rotný
- Karolina Slunéčková – zdravotní sestra
- Josef Bláha – primář
- Ferdinand Krůta – školník

## Obsah
Příběh filmu je vyprávěn z pohledu dvou rozpustilých dcer v jedné na první pohled obyčejné pražské rodině na konci 60. let. Oba rodiče jsou zaměstnaní a s výchovou dcer pomáhá babička, takže je v bytě neustále živo. Mladší dvanáctiletá dcera, která se nedávno vrátila z nemocnice kvůli zraněním z pádu pod jeřáb, pojme náhle podezření, že otec je matce nevěrný a že se jejich rodiče budou rozvádět. Sledují otce i matku, co dělají, kam chodí, přitom prožijí různá dobrodružství. Rozuzlení je však takové, že změna chování rodičů a změna atmosféry v rodině je kvůli tomu, že očekávají dalšího sourozence a že je vše v pořádku. Příběh filmu je doplněn o bláznivé chování rodičů a babičky.
"S blázny jednají všichni mnohem laskavěji, než s těmi, kteří se ještě nezbláznili."
Úvod filmu

## Zajímavosti
- Všechny hlavní role nosí brýle.
- Film mimochodem zachycuje i atmosféru 60. let a život pražské společnosti.
- Příběh filmu se odehrává během 4 dnů.
- Ve filmu je použita metoda vkreslených komiksových bublin.
- Ve filmu je použit jiný film Hej rup!
- Natáčení probíhalo v pražských čtvrtích Pankrác, Žižkov, Vinohrady, Praha 1.